# Kangnasaurus coetzeei
Kangnasaurus coetzeei es la única especie conocida del género extinto Kangnasaurus (“lagarto de Kangnas”) de dinosaurio ornitópodo iguanodontiano, que vivió a principios del período Cretácico, hace aproximadamente 134 millones de años durante el Valanginiense, en lo que es hoy África.
Kangnasaurus fue nombrado en 1915 por Sidney H. Haughton, sus restos fueron hallados en rocas de inicios del período Cretácico, encontrados en la Provincia del Cabo, Sudáfrica. La especie tipo es Kangnasaurus coetzeei. El nombre del género se refiere a la granja Kangnas y el nombre de la especie en honor al granjero, Coetzee. Kangnasaurus se basa en el espécimen holotipo SAM 2732, un diente hallado a una profundidad de 34 metros en un pozo de dicho establecimiento , en el valle del río Orange al norte de la Provincia del Cabo. La edad de estas rocas, conglomerados en un antiguo lago de cráter volcánico, no es clara, aunque se piensa que son del Cretácico Inferior. Haughton creyó que SAM 2732 era un diente del maxilar, pero Michael Cooper lo reidentifico como un diente de la mandíbula en 1985. Esto tuvo implicaciones para su clasificación: Haughton creyó que el diente era de un iguanodóntido, mientras que Cooper lo identificó como procedente de un animal parecido a Dryosaurus, un ornitópodo más basal.
Haughton describió varios otros fósiles como posiblemente pertenecientes a Kangnasaurus. Estos incluyen a cinco fémures, un fémur parcial y una tibia, un metatarso parcial, una tibia y pie parciales, vértebras, y huesos sin identificar. Algunos de estos huesos aparentemente provienen de otros depósitos, y Haughton no estaba seguro si todos ellos pertenecían a su nuevo género. Cooper tampoco tenía la certeza, pero describió a los otros especímenes como si estos pertenecieran a Kangnasaurus.
Kangnasaurus es usualmente considerado como un género dudoso, aunque una revisión de 2007 de los driosáuridos por Ruiz-Omeñaca y colaboradores lo retiene como potencialmente válido, difiriendo de otros driosáuridos por detalles del fémur. Como otros iguanodontianos basales, pudo haber sido un herbívoro bípedo.